# Tri Brata (mare di Ochotsk)
Tri Brata (in russo Три Брата?; in italiano significa "tre fratelli") è un gruppo di tre isolotti rocciosi nella baia del Tauj (Тауйская губа), nel Mare di Ochotsk, nell'Estremo Oriente della Russia.
I Tri Brata, chiamati individualmente Mladšij, Srednij e Staršij Brat (Младший, Средний, Старший Брат; "fratello minore, medio e maggiore") si trovano vicino alla costa orientale della penisola Starickij, a est di capo Vostočnyj, dove si trova un faro, e a sud-est della piccola baia Veselju (бухта Веселую). Il punto più alto raggiunge i 75 m. Con la bassa marea sono collegati tra loro e alla costa.